# Lista de presidentes da Câmara Municipal de Alandroal
Esta é a lista dos Presidentes da Câmara Municipal do Alandroal, distrito de Évora, Portugal:
| #  | Presidente da Comissão Administrativa Municipal (Nascimento–Morte) | Retrato | Início do mandato    | Fim do mandato       | Partido                        | Notas                                                                                |
| -- | ------------------------------------------------------------------ | ------- | -------------------- | -------------------- | ------------------------------ | ------------------------------------------------------------------------------------ |
| 1  | Augusto da Veiga Fernandes (?–?)                                   |         | 1910                 | 1911                 |                                |                                                                                      |
| 2  | João António Coelho (?–?)                                          |         | 1911                 | 1912                 |                                |                                                                                      |
| 3  | Manuel Mendes Veladas (?–?)                                        |         | 1912                 | 1912                 |                                |                                                                                      |
| 4  | João António Monraia (?–?)                                         |         | 1913                 | 1913                 |                                |                                                                                      |
| 5  | Abílio Augusto de Macedo Ival (?–?)                                |         | 1919                 | 1919                 |                                |                                                                                      |
| 6  | Alexandre Manuel Fernandes (?–?)                                   |         | 1919                 | 1923                 |                                |                                                                                      |
| 7  | Inácio Mendes Veladas (?–?)                                        |         | 1924                 | 1928                 |                                |                                                                                      |
| 8  | José Veladas da Silveira Belo (?–?)                                |         | 1928                 | 1943                 |                                |                                                                                      |
| #  | Presidente da Câmara Municipal (Nascimento–Morte)                  | Retrato | Início do mandato    | Fim do mandato       | Partido                        | Notas                                                                                |
| 9  | Alexandre Manuel Fernandes (?–?)                                   |         | 1944                 | 1959                 |                                | segundo mandato                                                                      |
| 10 | Joaquim Neves Martins (?–)                                         |         | 1959                 | 1967                 |                                |                                                                                      |
| 11 | Joaquim Manuel Esteves Cisneiro (?–)                               |         | 1967                 | 1974                 |                                |                                                                                      |
| #  | Presidente da Comissão Administrativa Municipal (Nascimento–Morte) | Retrato | Início do mandato    | Fim do mandato       | Partido                        | Notas                                                                                |
| 12 | Anacleto Roma Galhardas (?–)                                       |         | 1974                 | 1975                 |                                |                                                                                      |
| 13 | António João Fontes Coelho (?–)                                    |         | 1975                 | 1976                 |                                |                                                                                      |
| #  | Presidente da Câmara Municipal (Nascimento–Morte)                  | Retrato | Início do mandato    | Fim do mandato       | Partido                        | Notas                                                                                |
| 14 | Inácio José Melrinho (?–)                                          |         | 1977                 | 1992                 |                                |                                                                                      |
| 15 | João António Ribeiro (?–)                                          |         | 1992                 | 1997                 |                                |                                                                                      |
| 16 | Margarida Lúcia Godinho (?–)                                       |         | 1997                 | 2002                 |                                |                                                                                      |
| 17 | João José Martins Nabais (1966–)                                   |         | 2002                 | 2009                 | Partido Socialista             |                                                                                      |
| 18 | João Maria Aranha Grilo (Santiago Maior, 1969–)                    |         | 2009                 | 29 de agosto de 2013 |                                | Foi candidato pelo movimento MUDA - Movimento Unidade e Desenvolvimento do Alandroal |
| 19 | Mariana Rosa Gomes Chilra (1963–)                                  |         | 29 de agosto de 2013 | 2017                 | Coligação Democrática Unitária |                                                                                      |
| 20 | João Maria Aranha Grilo (Santiago Maior, 1969–)                    |         | 2017                 | presente             | Partido Socialista             | Coligação Juntos Somos Mais Fortes                                                   |